# کلیسای مار الیاس
کلیسای مار الیاس (عربی: كنائس مار الياس) در تپه‌ای به نام «تل مارلیوس» در اردن کشف شده‌است.

## موقعیت جغرافیایی
این مکان در اردن در ۱۲ کیلومتری شمال غربی شهر عجلون قرار دارد و ارتفاع این تپه باستانی حدود ۹۰۰ متر بالاتر از سطح دریا است.

## آثار باستانی در مکان
این موقعیت اهمیت خاصی را به دلیل آنکه مکان زیارت مسیحیان در اردن بود و توسط واتیکان به عنوان محل حمام که فاصله آن از دریای مرده در حدود ۱۱ کیلومتری شمالی آن است و سایر مکانهای زیارت مسیحی در اردن تأسیس شد، به خود اختصاص داد. کاوشهای باستان‌شناسی در سالهای ۱۹۹۹ و ۲۰۰۱ مهمترین بناهای تاریخی را به نمایش گذاشتند: کلیسای مار الیاس، جایی که الیاس از آنجا صعود کرده و صومعه به راهبان اختصاص یافت.

## کلیساها

### کلیسای بالایی
این کلیسا در سال ۱۹۹۹ کشف شد و در بالای تپه مار الیاس واقع شده‌است و مساحت آن ۱۴۳۰ متر مربع و از سیستم برنامه‌ریزی باسیلیکا پیروی می‌کند. طرح کلیسا با ساختمانی آغاز می‌شود که شکل نیمه دایره‌ای دارد و به سمت شرق می‌رود؛ و این عبارت از چوب متحرکی است که با بقیه بناهای نیم دایره‌ای موجود در دیوار شمالی و جنوبی شکل صلیب تشکیل می‌دهد و بناهای نیم‌ دایره‌ای سوم با سنگهای تراشیده ساخته شده‌است.

### کلیسای پایینی
این در سال ۲۰۰۱ کشف شد. این کلیسا با یک نقشه که سه معبد در آن را نشان می‌دهد که کلیسا در اصل معبد اصلی است که در سمت شرقی شکل نیمه دایره ای با قطر ۳٫۴۷ متر واقع شده‌است. این کلیسا از سنگ‌های حک شده ساخته شده‌است. اما ساختار کلیسا مستطیل شکل است که معبد اصلی در جلوی آن واقع شده‌است و معابد در طرفهای شمالی و جنوبی متقارن هستند و با معبد اصلی شکل گل تشکیل می‌دهند و معابد همه به شکل نیم دایره می‌باشند.

## نگارخانه

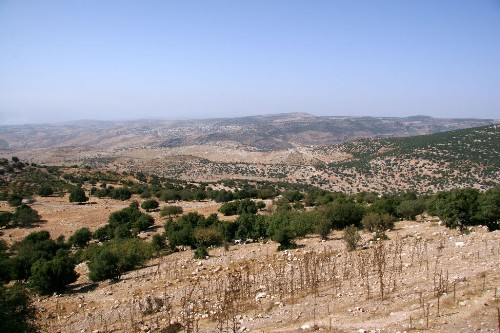
مشاهده شمال غرب از کلیسای مار الیاس، اوت ۲۰۰۵
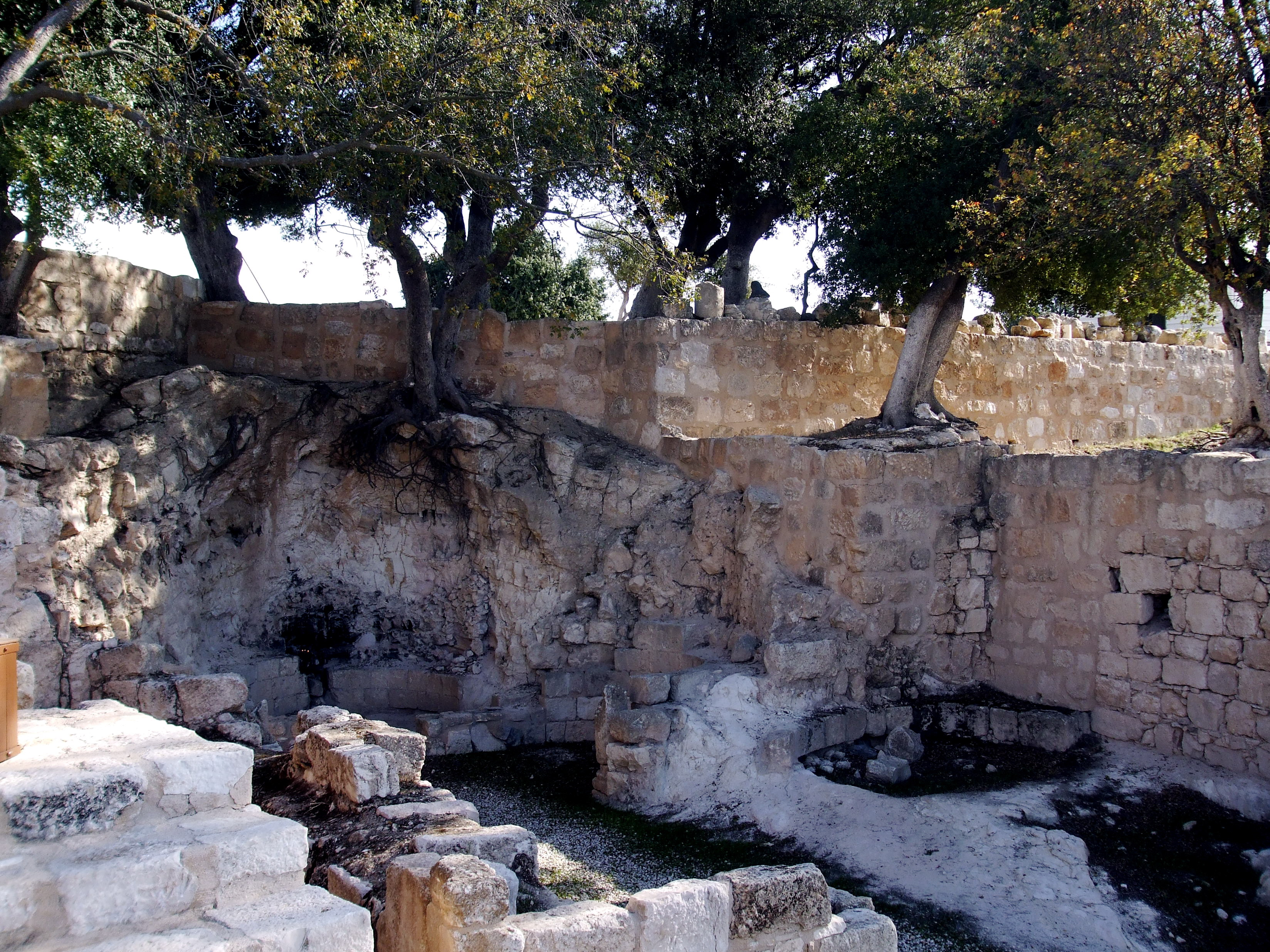
کلیسای پایین تر در کلیسای مار الیاس
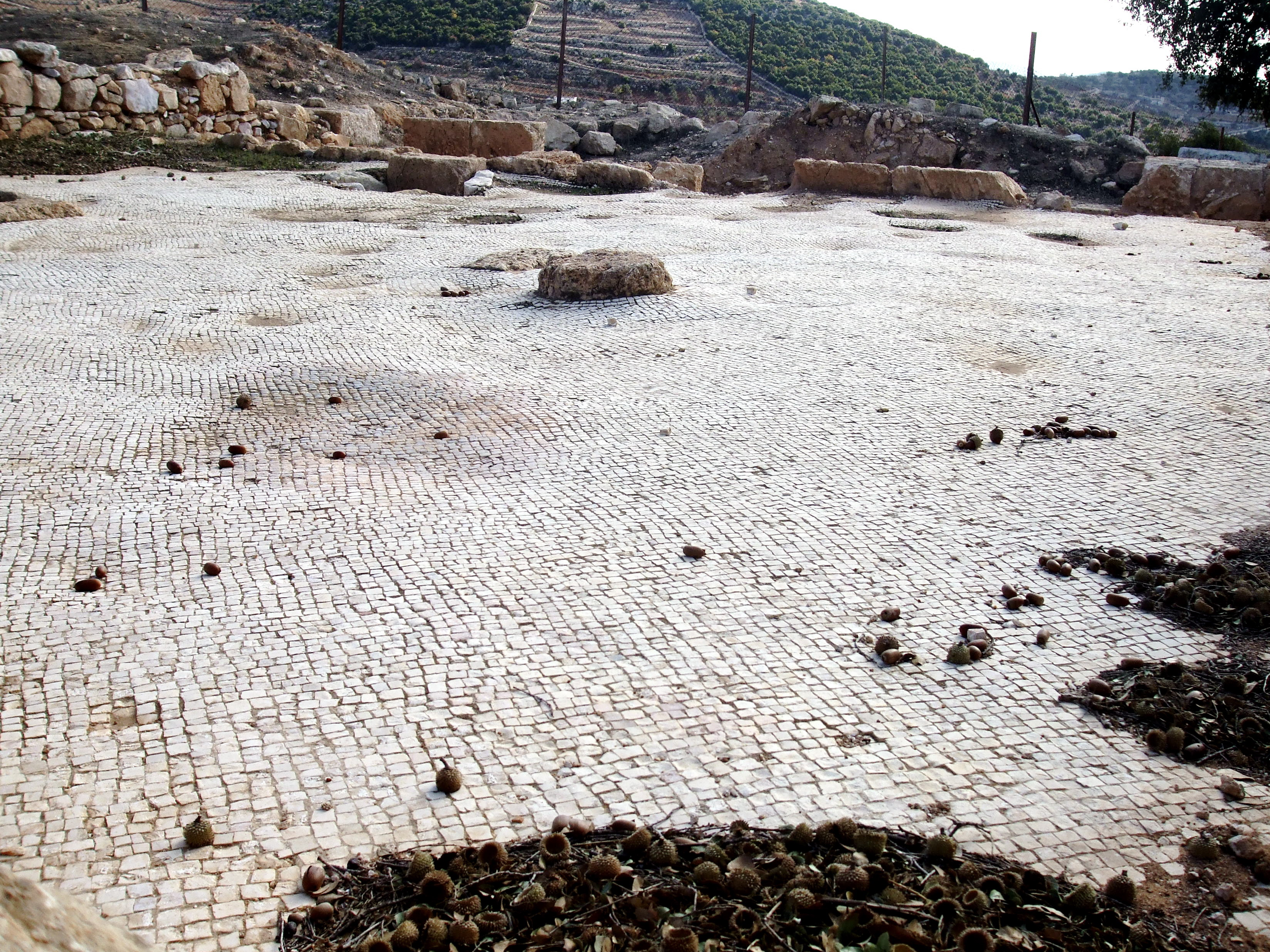
کف موزاییک ساده کلیسای مار الیاس
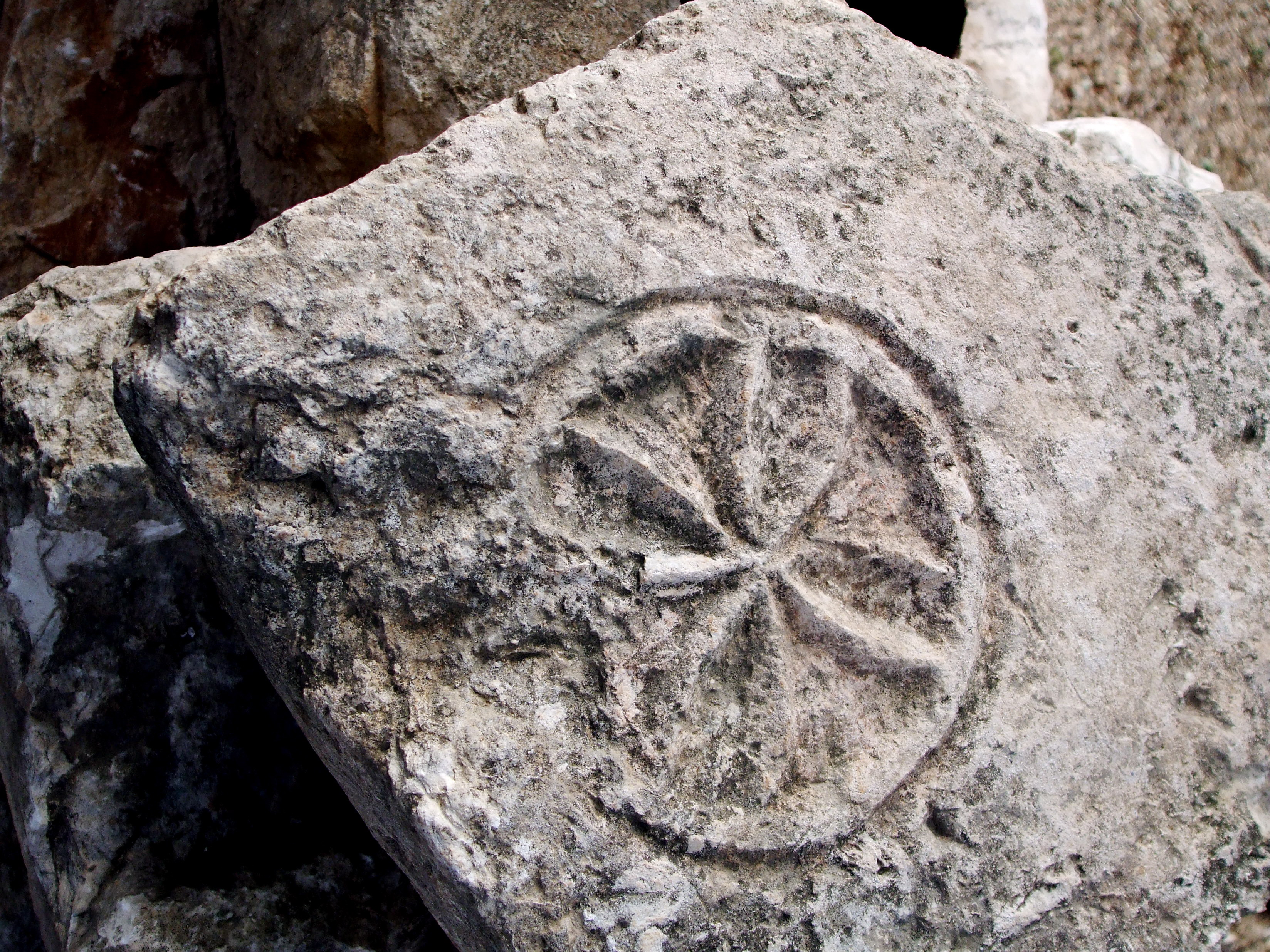
حکاکی یک روستای صلیب در کلیسای مار الیاس
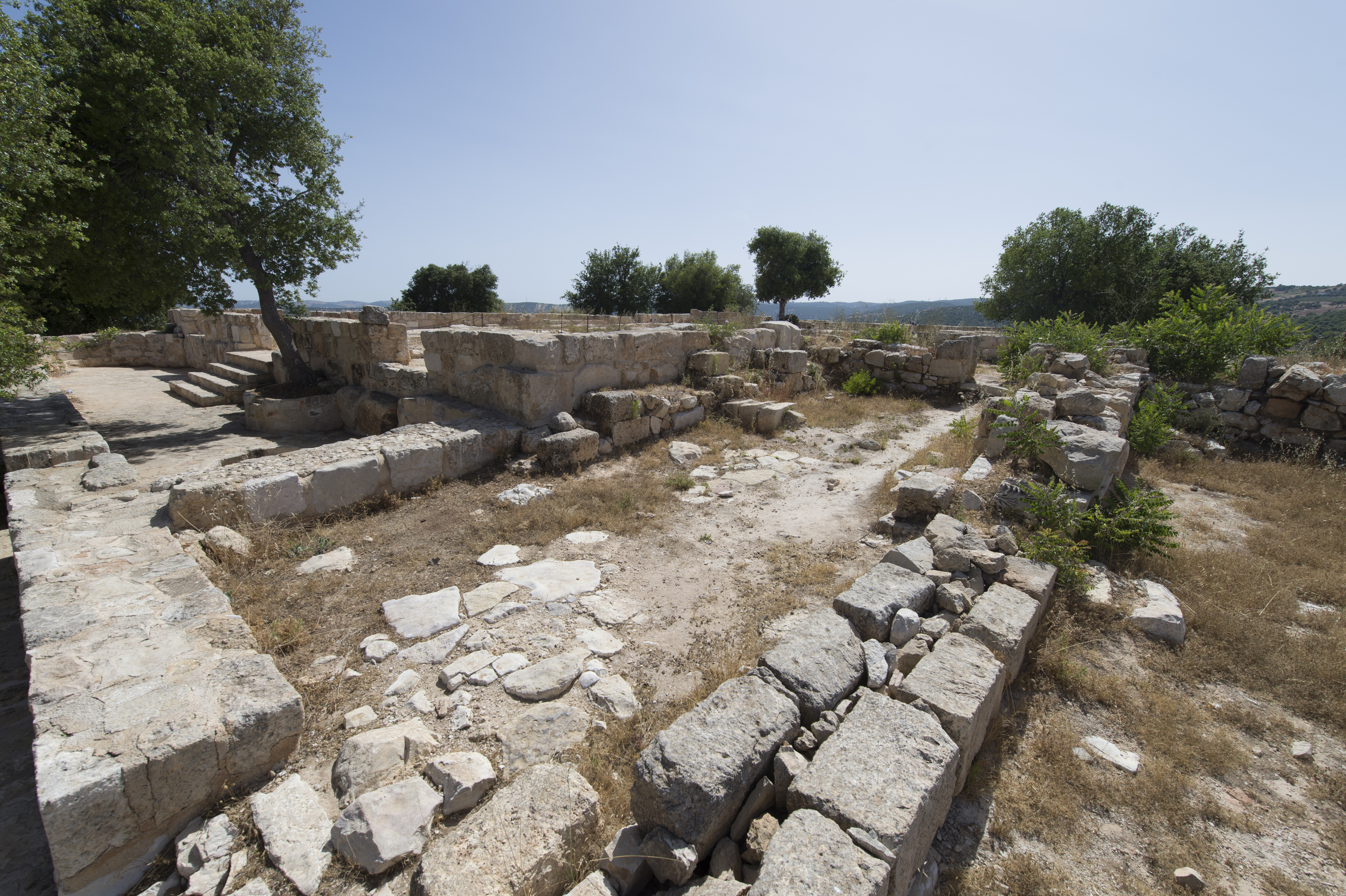
نمای کلی کلیسای مار الیاس
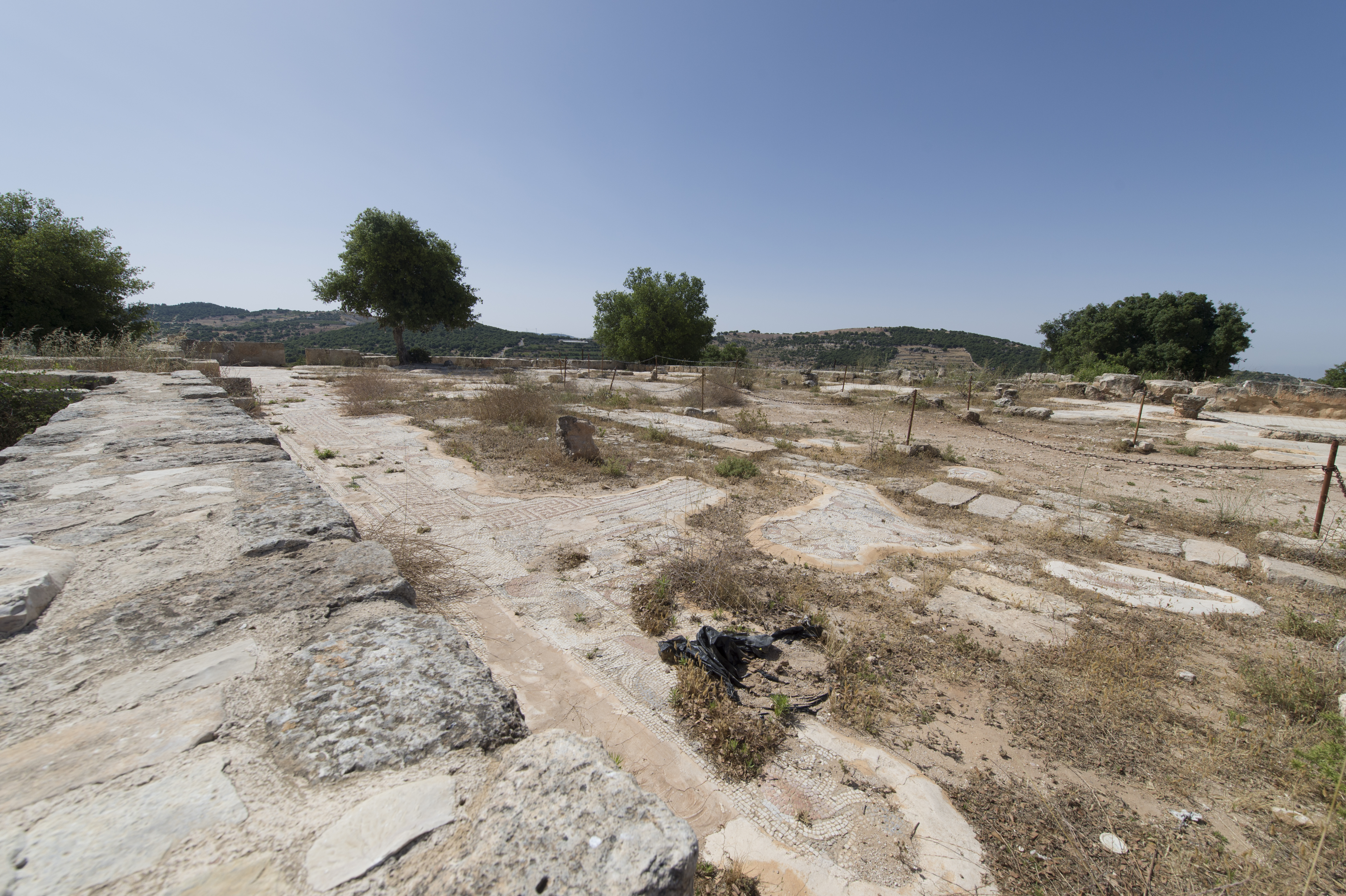
کلیسای مار الیاس
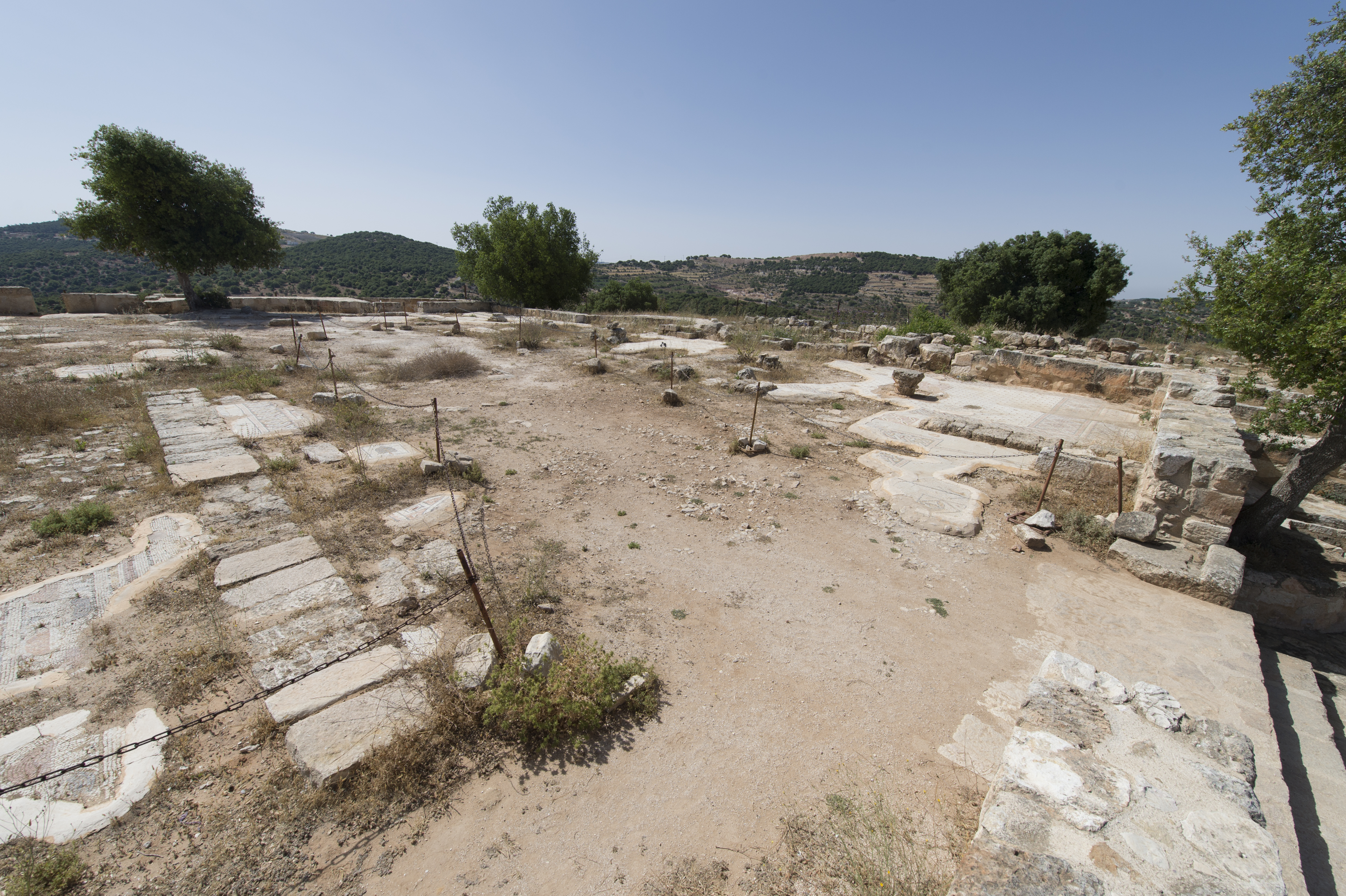
کلیسای مار الیاس
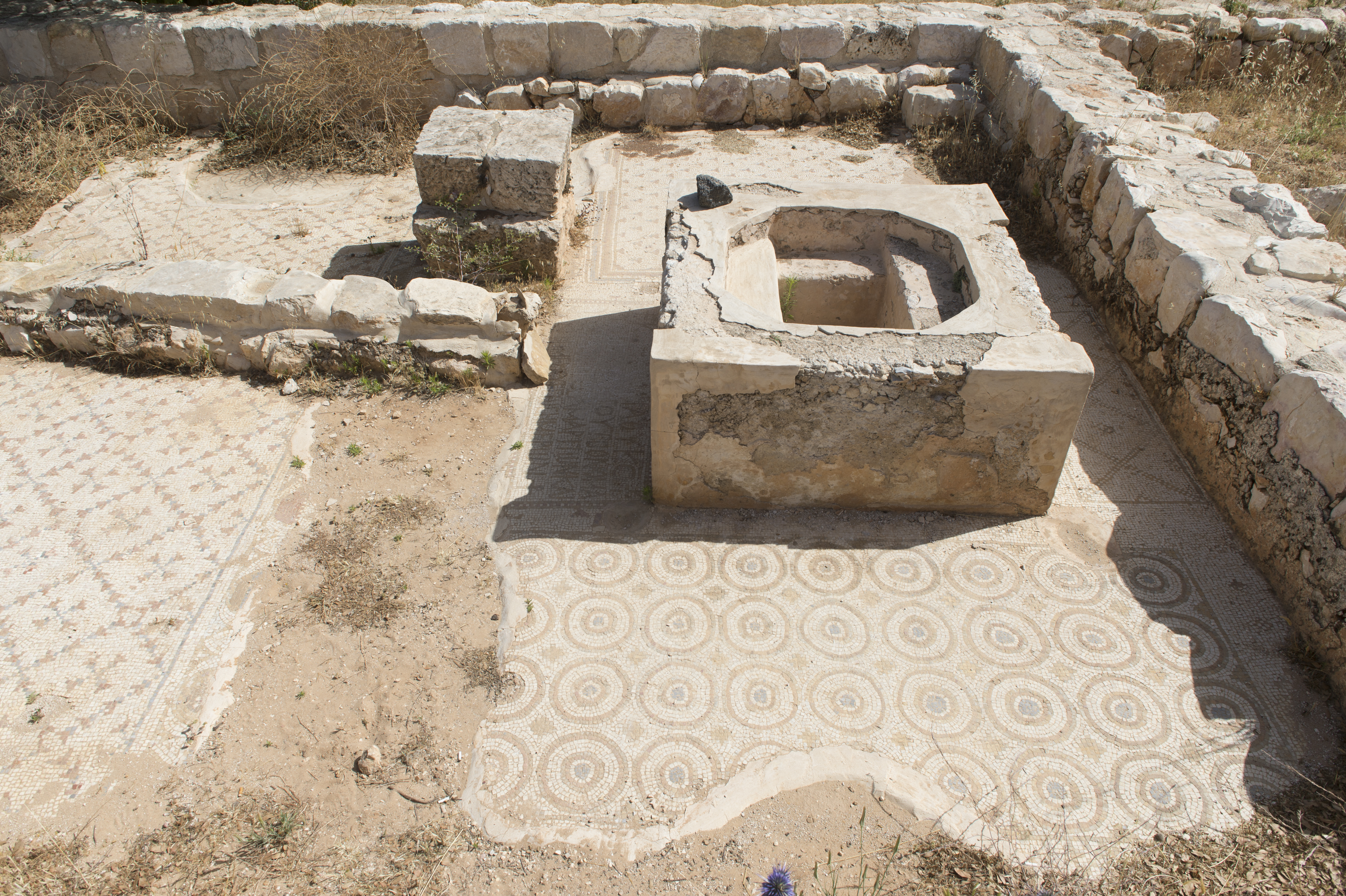
خاتم و خط غسل تعمید کلیسای مار الیاس
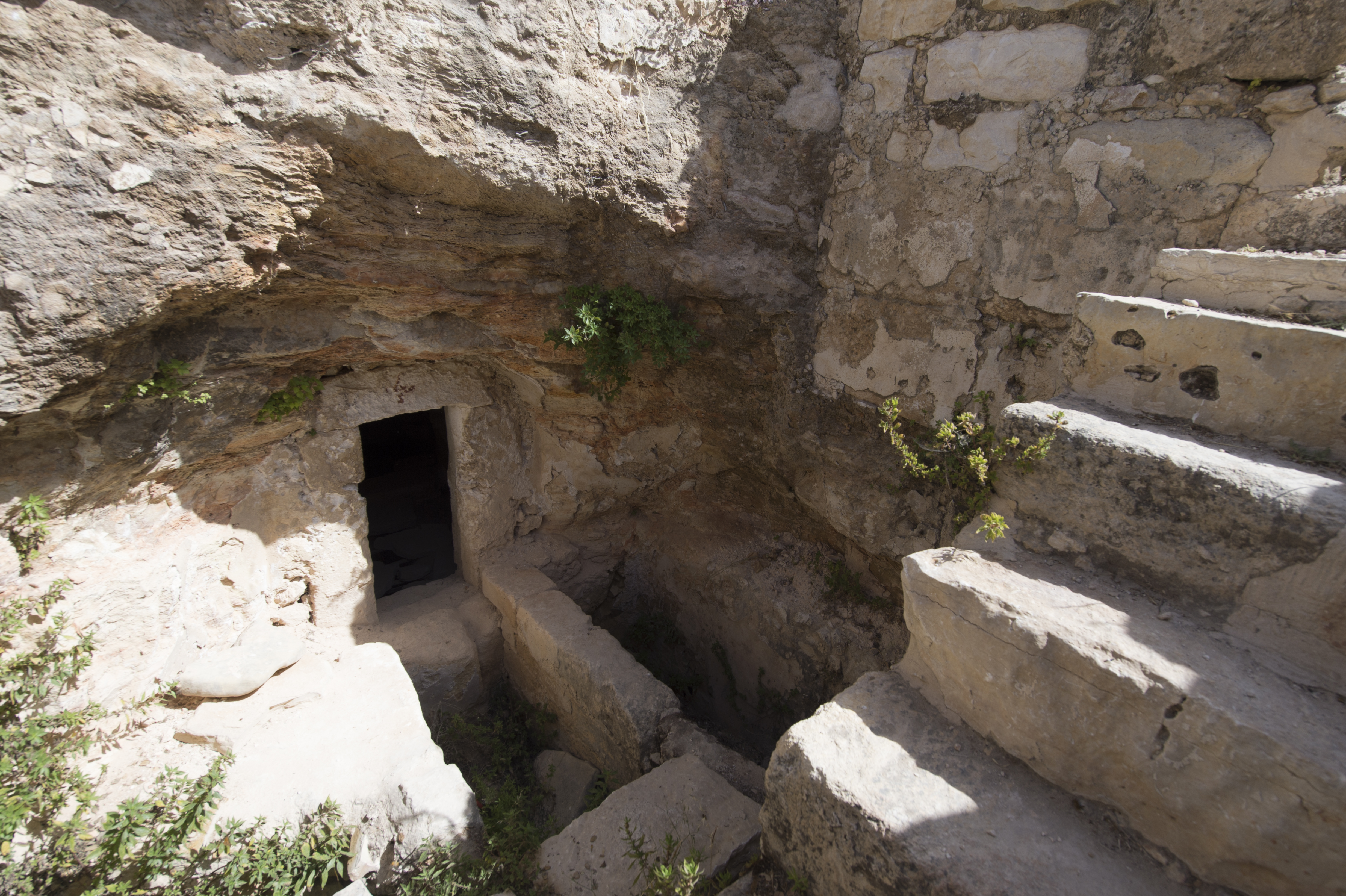
کلیسای مار الیاس ورود به محل مقبره‌ها
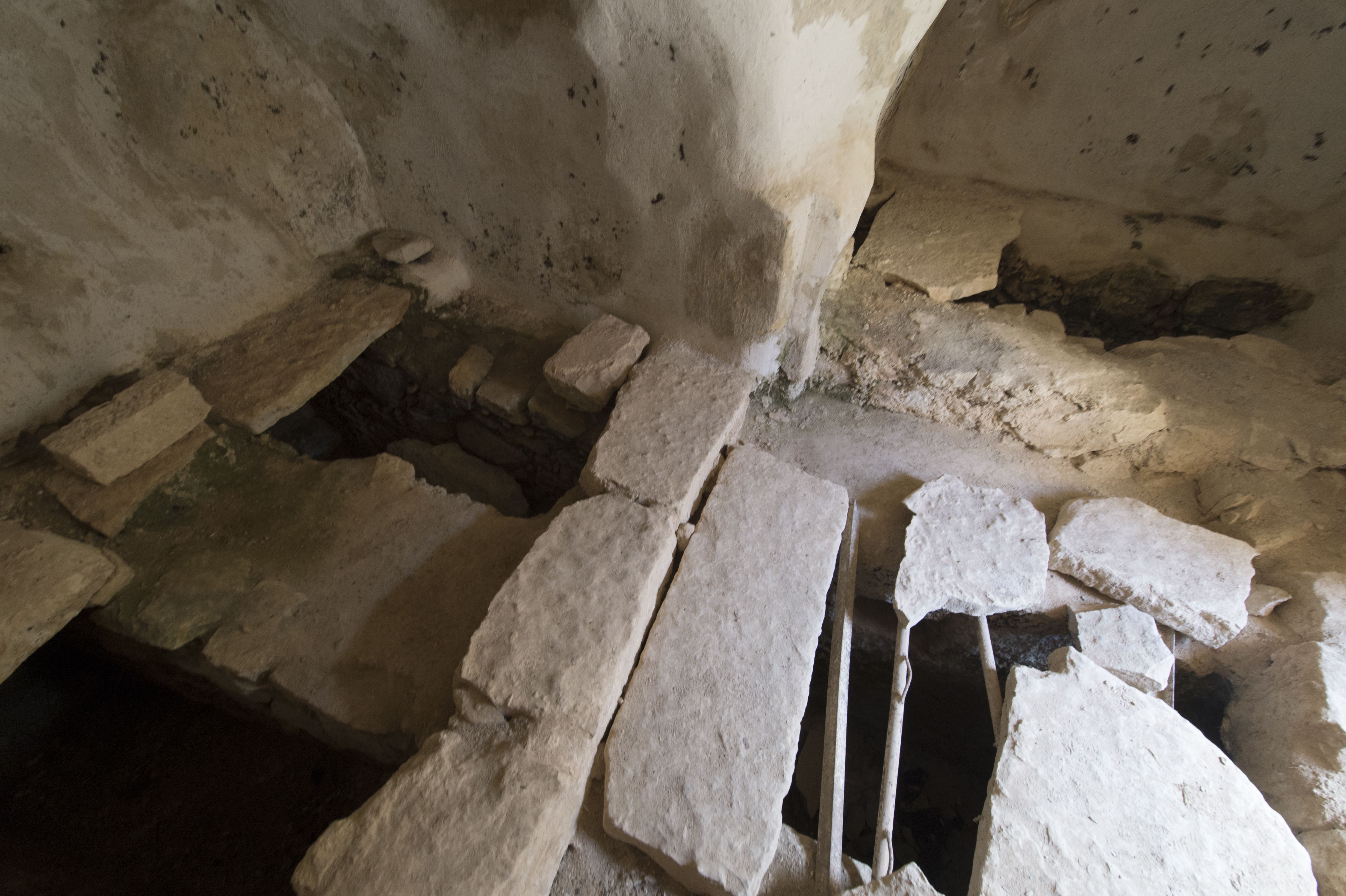
کلیسای مار الیاس محل مقبره موزاییک
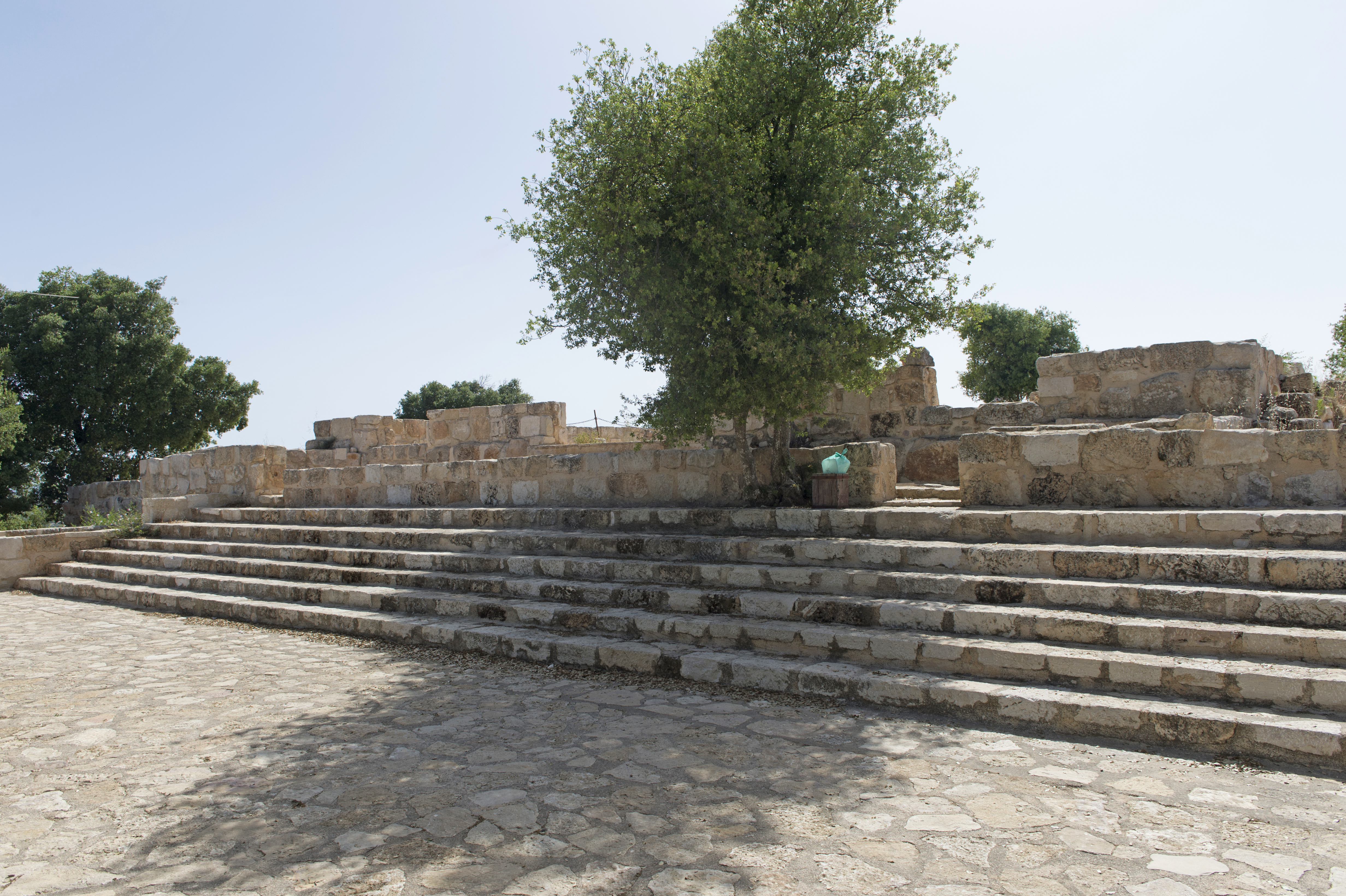
کلیسای مار الیاس محل کلیسای سابق
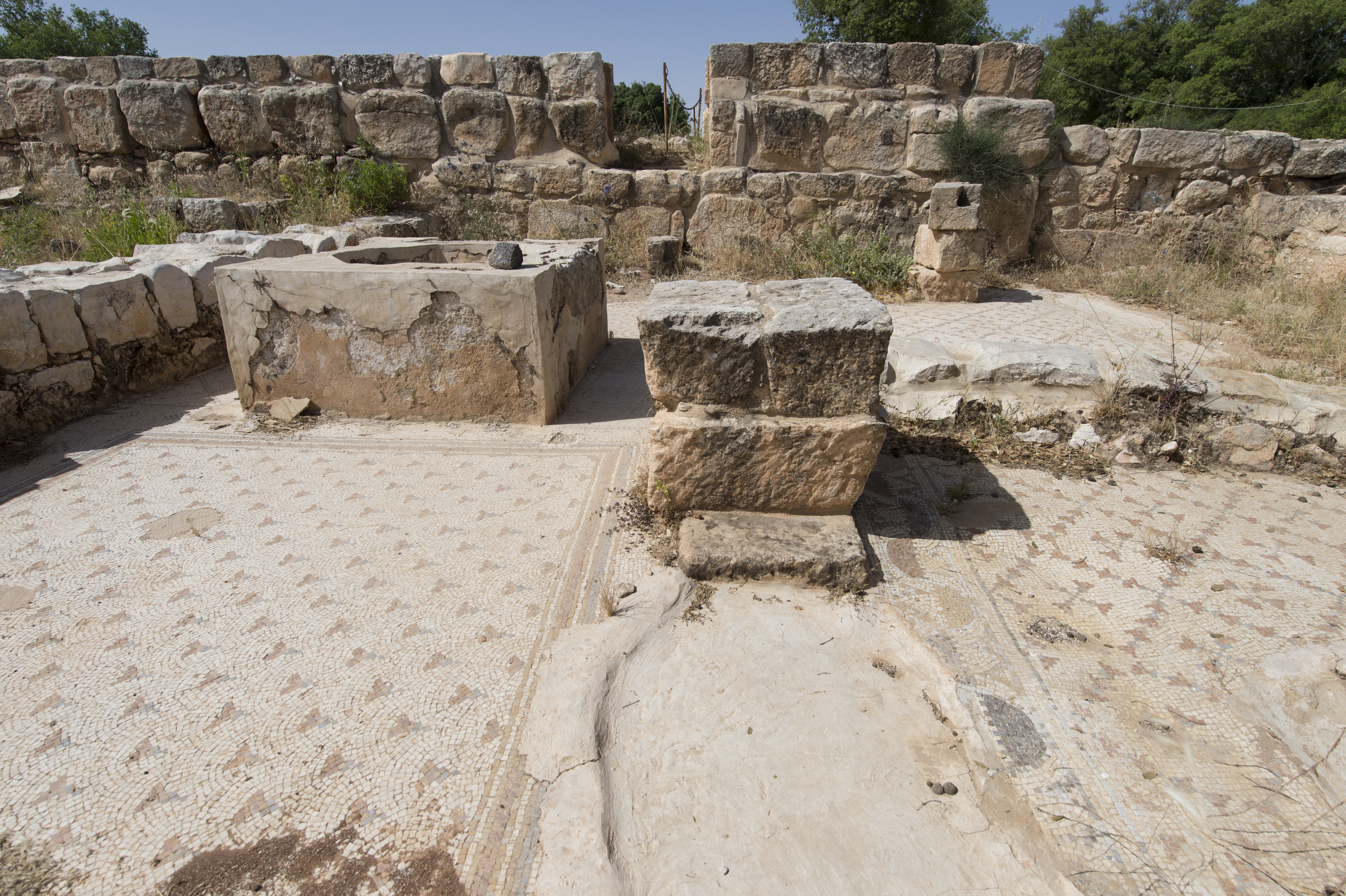
موزاییک طراحی شده کلیسای مار الیاس
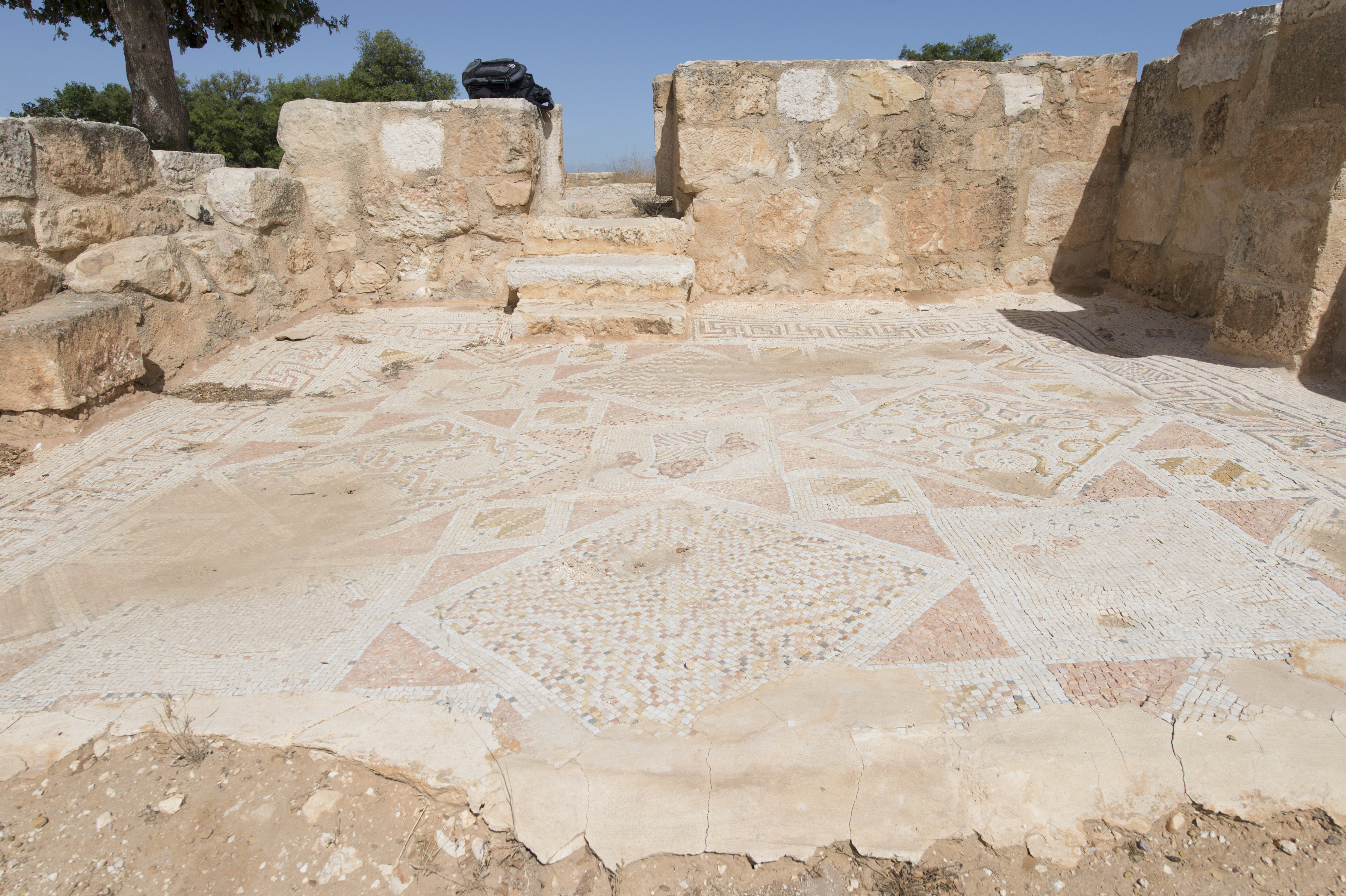
موزاییک طراحی شده کلیسای مار الیاس
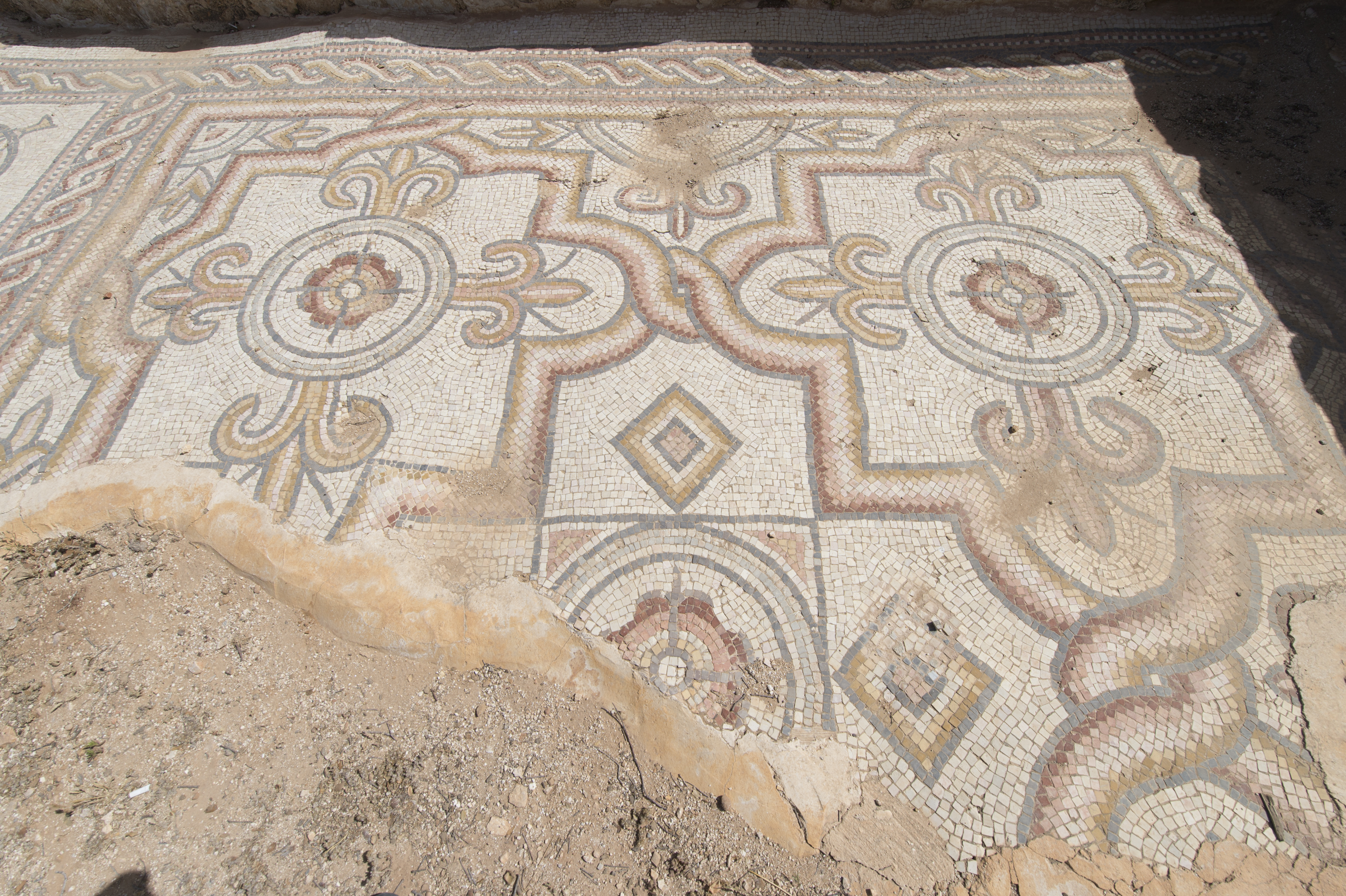
موزاییک طراحی شده کلیسای مار الیاس
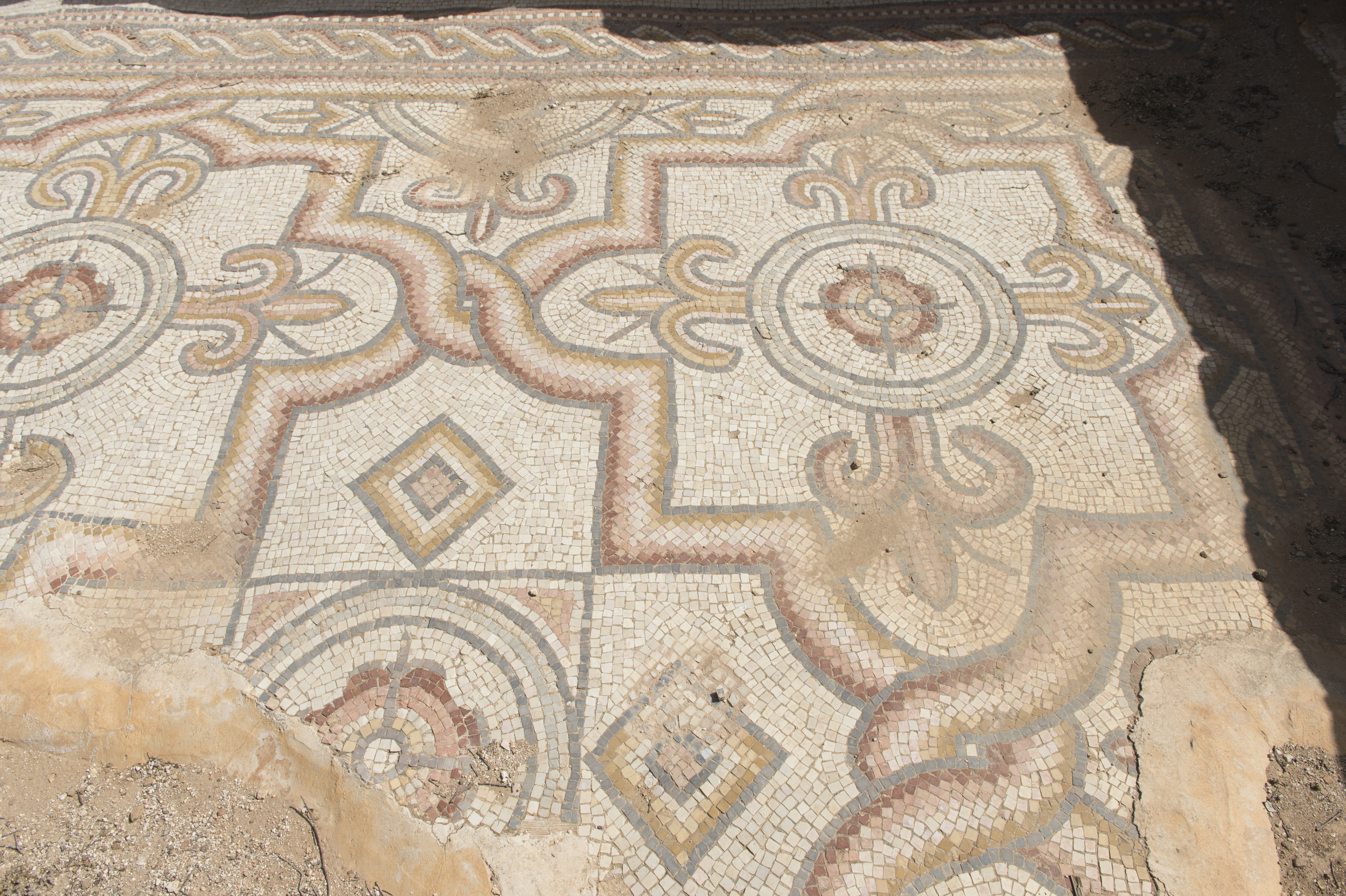
موزاییک طراحی شده کلیسای مار الیاس
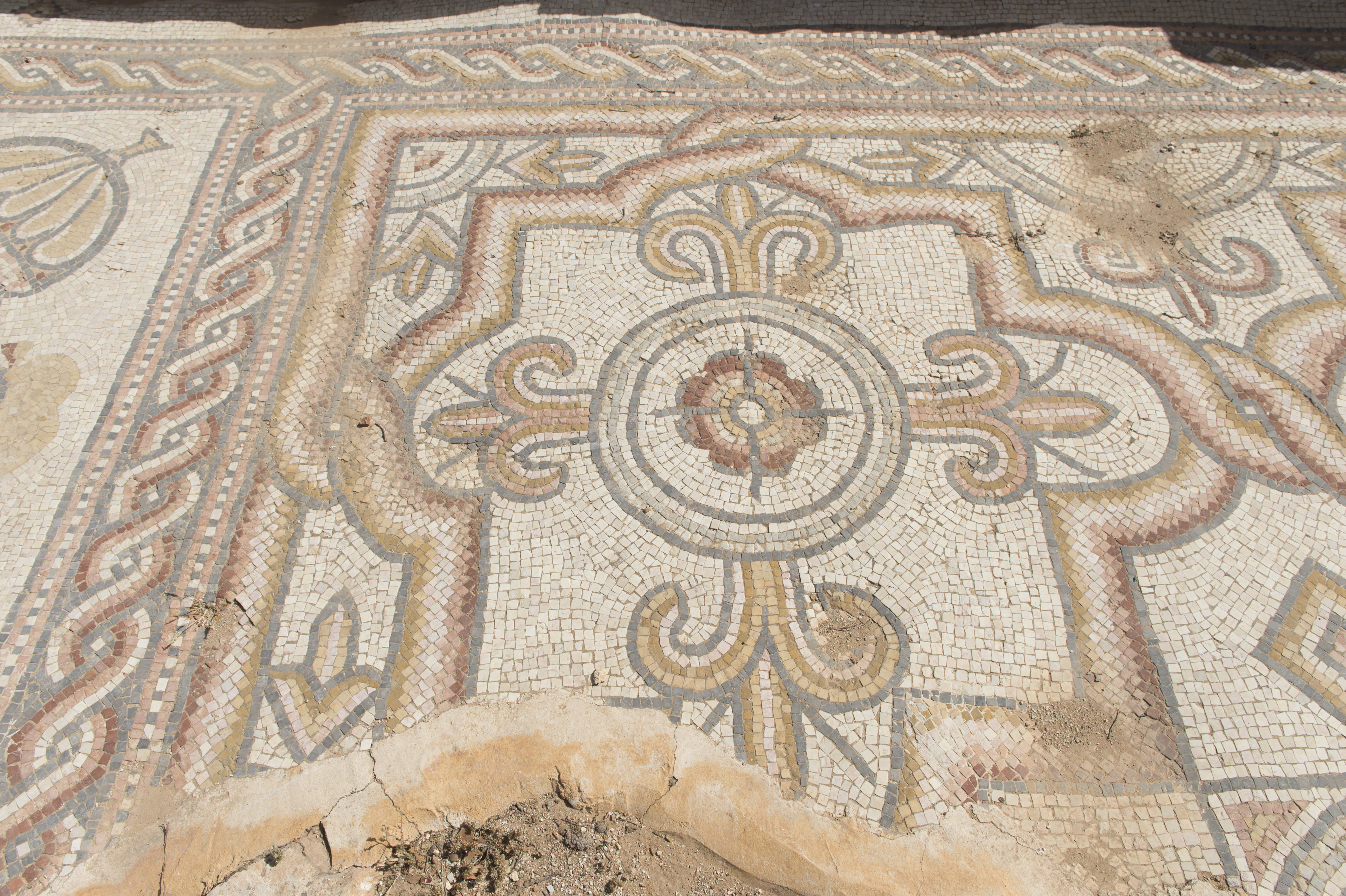
موزاییک طراحی شده کلیسای مار الیاس
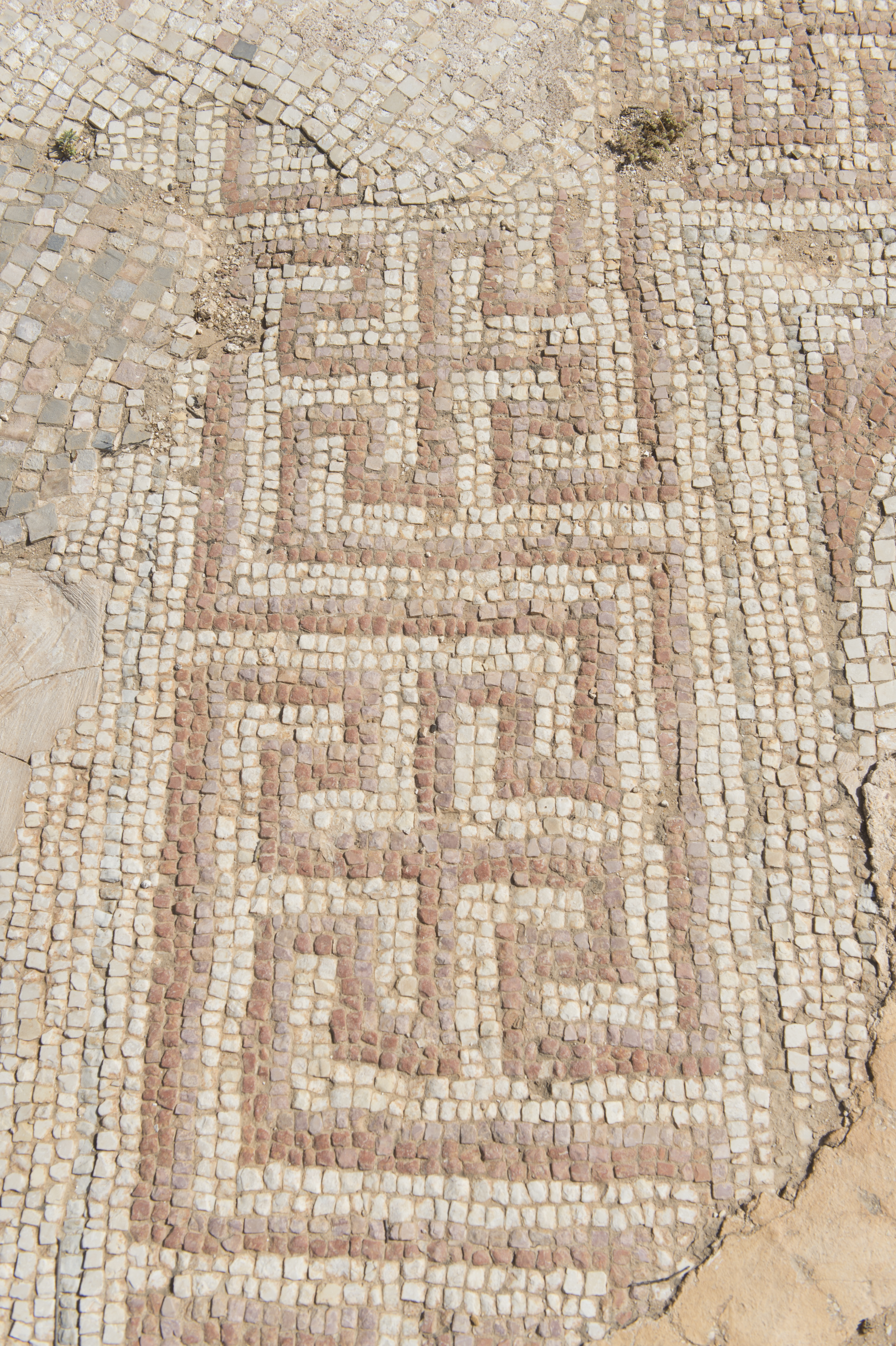
موزاییک طراحی شده کلیسای مار الیاس
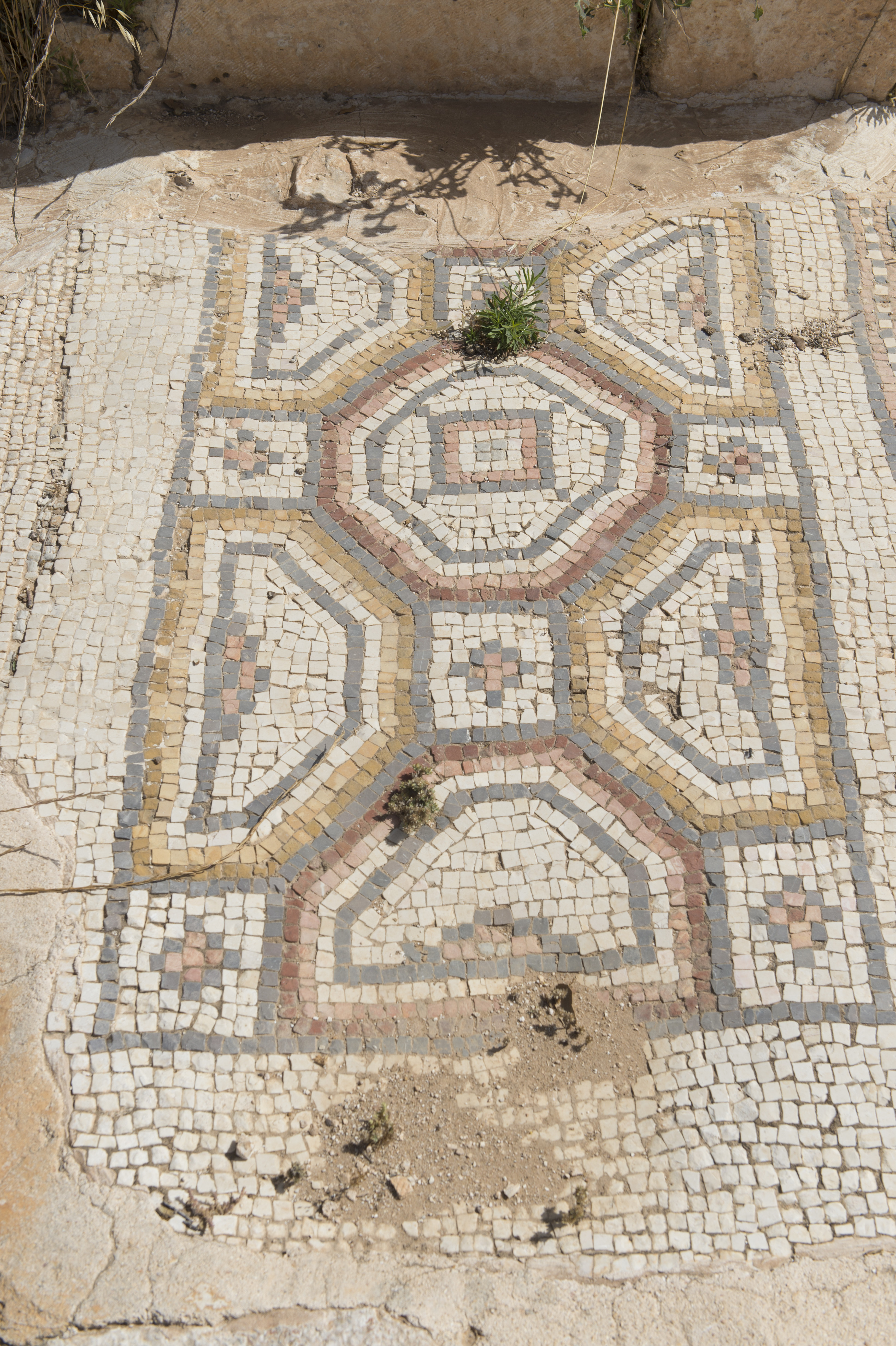
موزاییک طراحی شده کلیسای مار الیاس
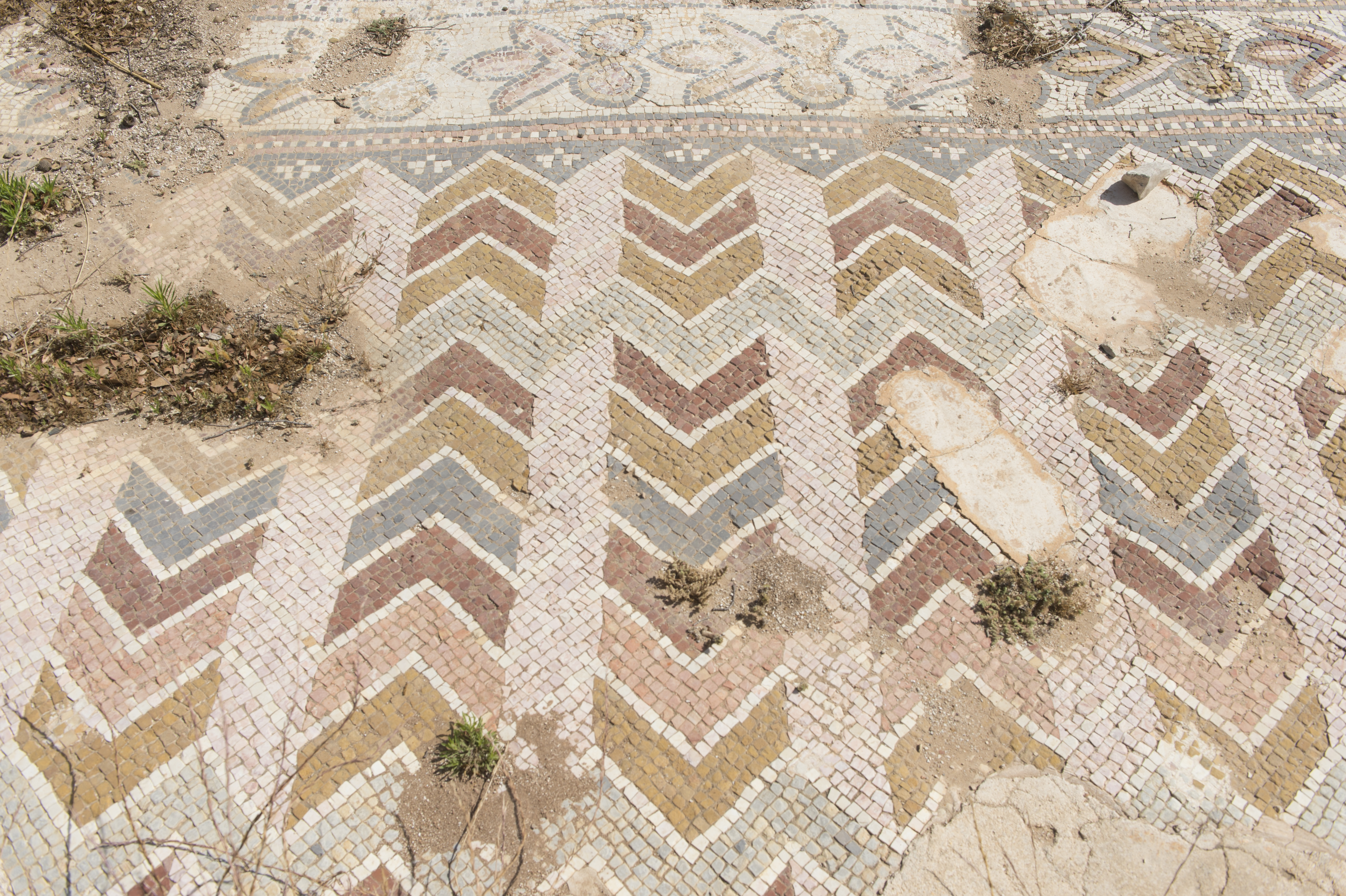
موزاییک طراحی شده کلیسای مار الیاس
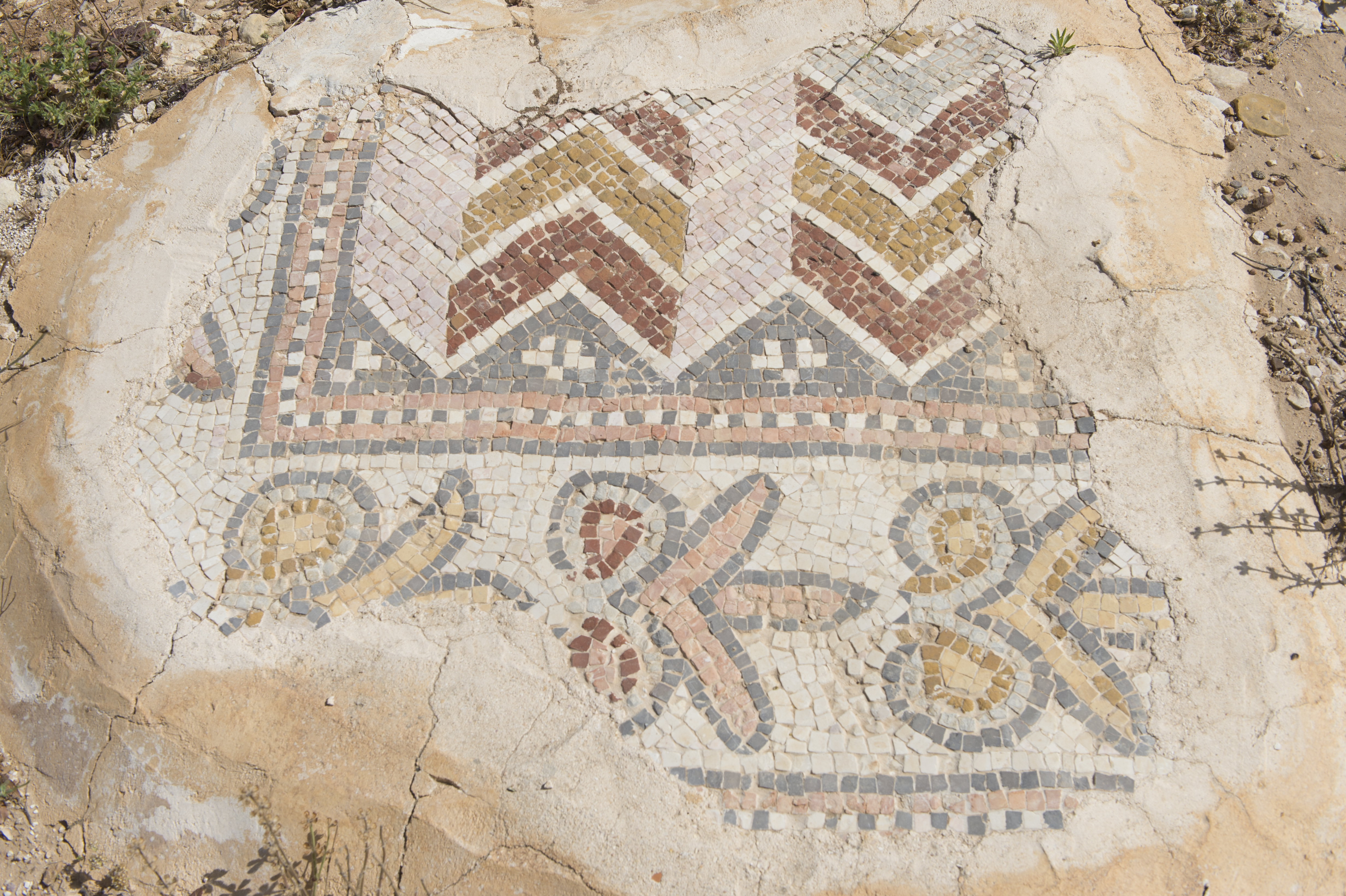
موزاییک طراحی شده کلیسای مار الیاس
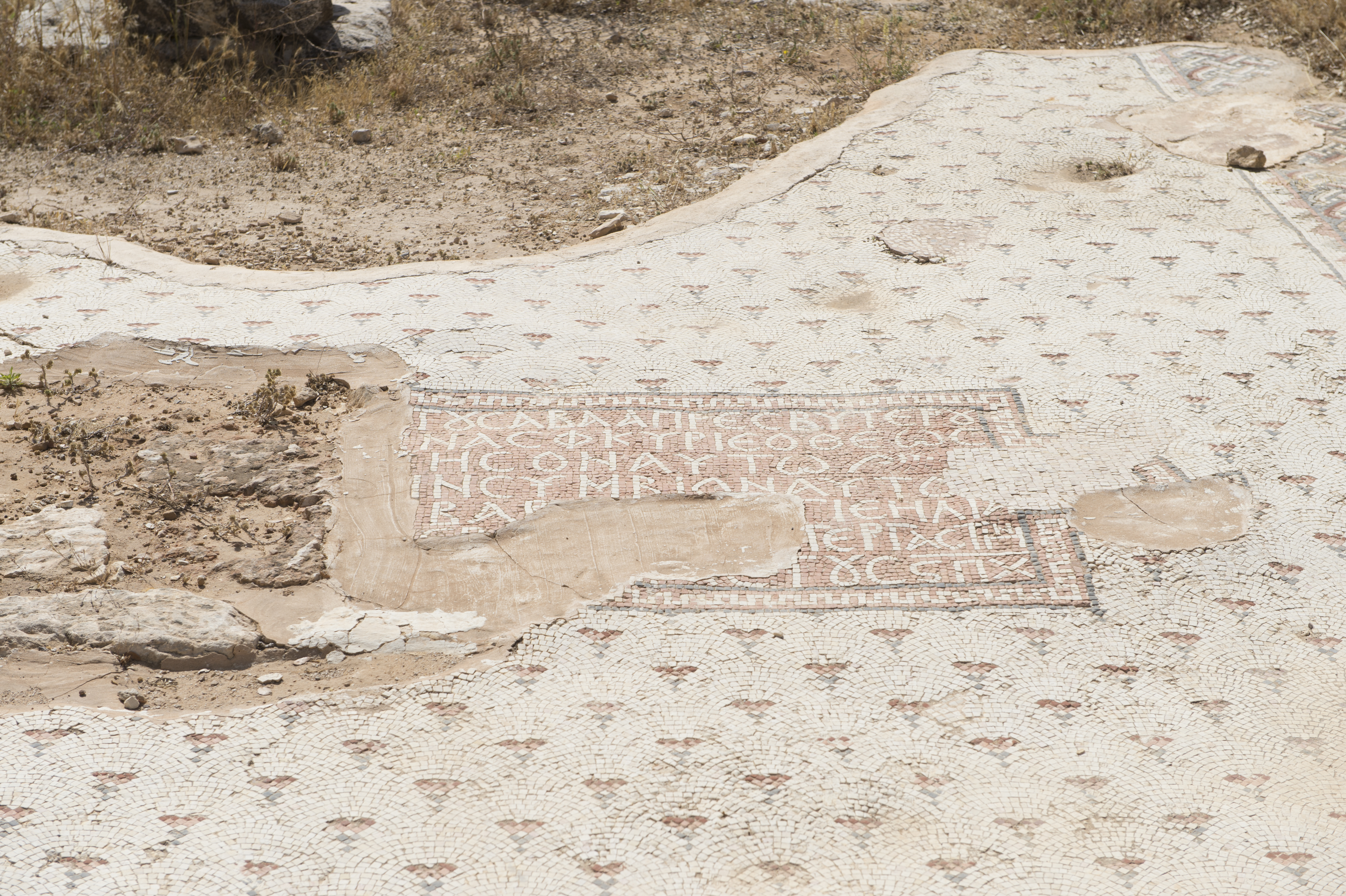
موزاییک طراحی شده کلیسای مار الیاس
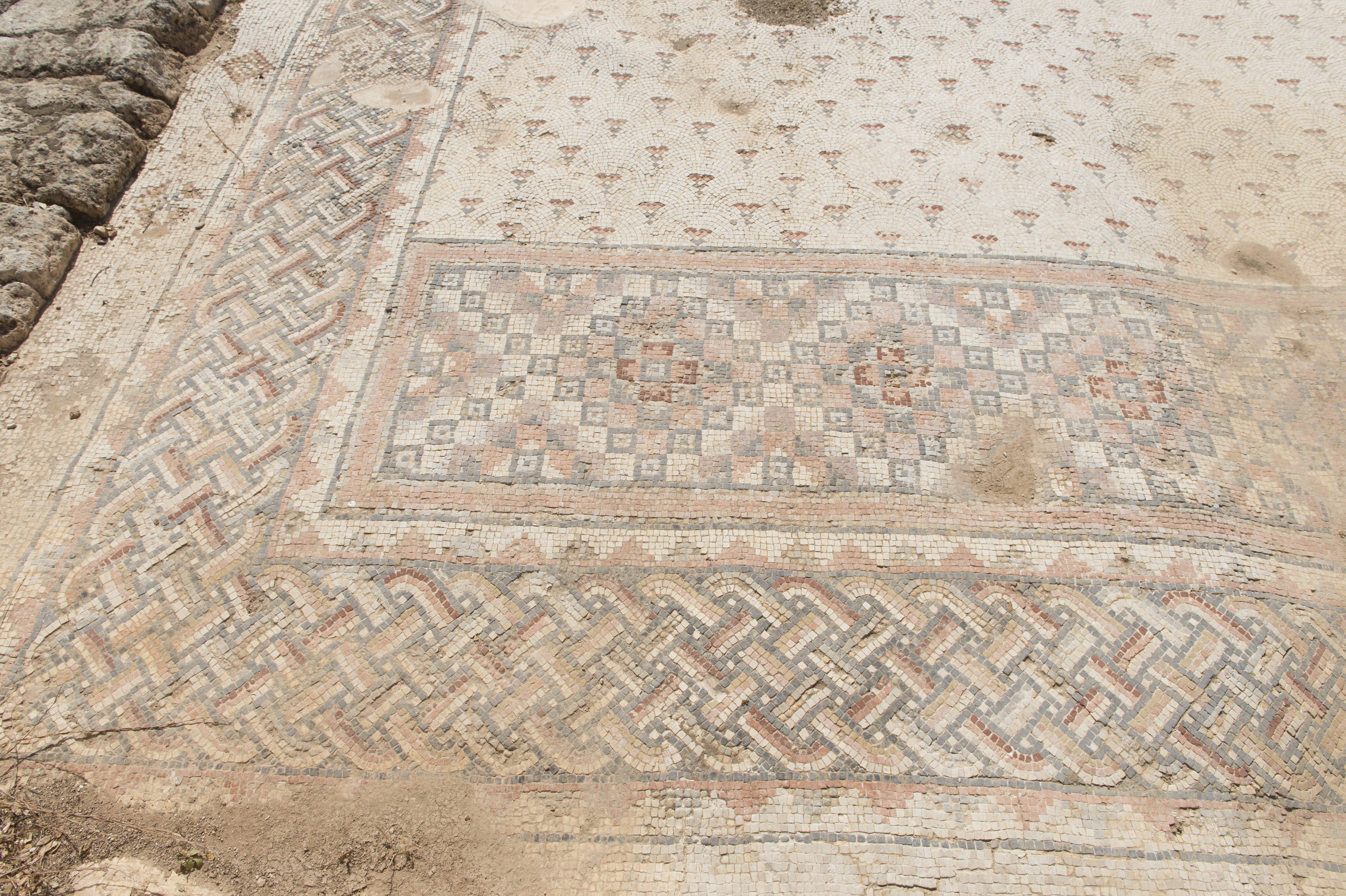
موزاییک طراحی شده کلیسای مار الیاس
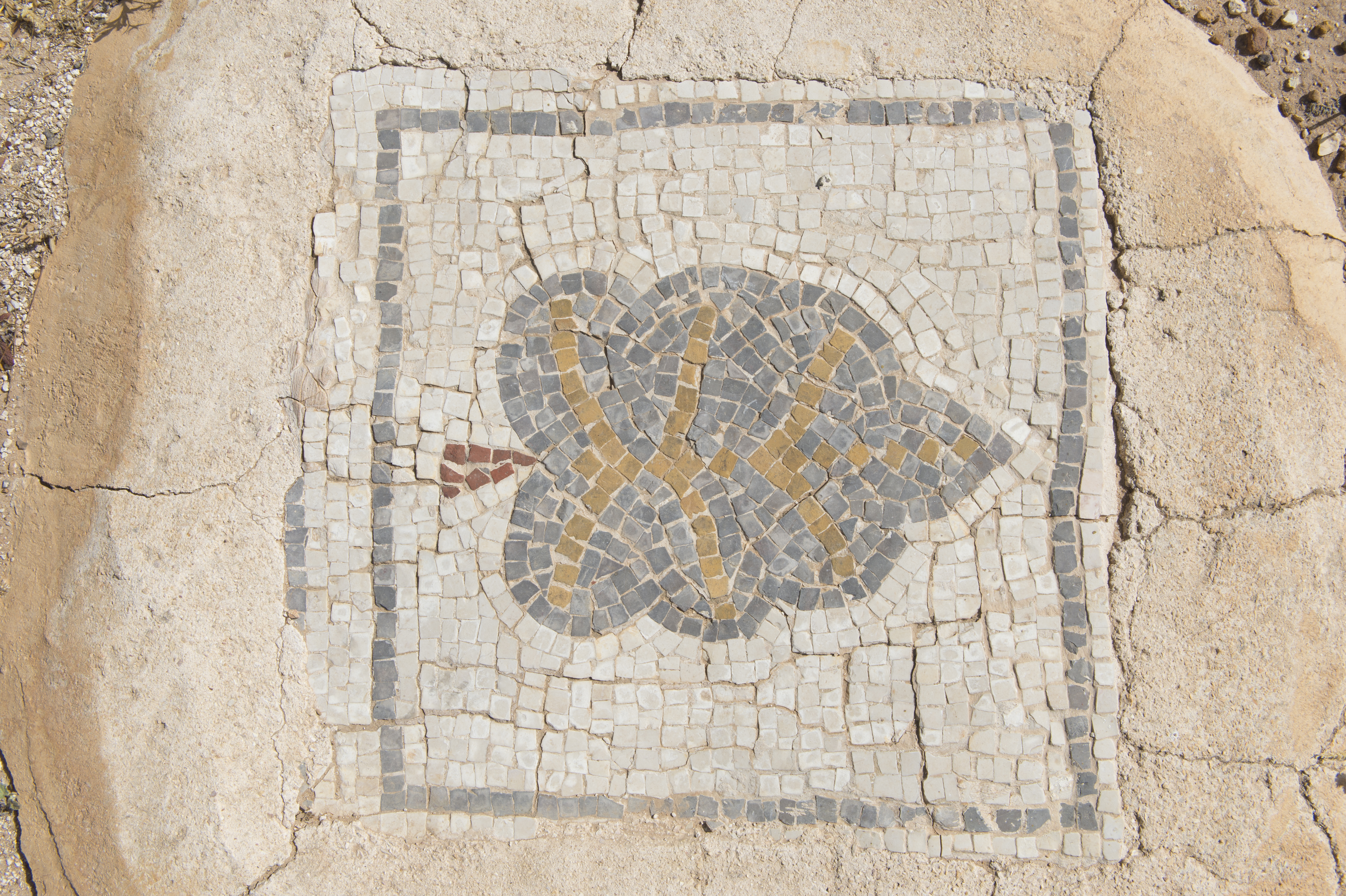
موزاییک طراحی شده کلیسای مار الیاس